# غاذية المضغة
غاذية المضغة (Embryotroph) هي ما يطلق على غذاء الأجنة في الثدييات المشيمية. ولفهم أكثر تعمقًا لماهيتها، من اللازم إدراج بعض المصطلحات مثل الأرومة الغاذية المخلوية واللبن الرحمي في سياق الحديث عن غاذية المضغة.

## تركيب الأرومة الغاذية المخلوية
في اليوم السابع من النمو تقريبًا، تنقسم الأرومة الغاذية (الخلايا المكونة للجزء الخارجي من الجوف الأريمي) لتكوين طبقتين منفصلتين هما: الأَرومة الغاذية الخلوية (الطبقة الداخلية) والأرومة الغاذية المخلوية (الطبقة الخارجية). تستخدم الأرومة الغاذية المخلوية عددًا من الإنزيمات لاختراق أنسجة الأم، ثم تتعلق بها، متخللة إياها على صورة نُتوءات طويلة، لتقوم بقطع أوعية الأم الدموية. لم يتم بعد التوصل للسبب الكيميائي المتسبب في هذه العملية.

## اللبن الرحمي
يعتبر اللبن الرحمي جزءًا من غاذية المضغة. وهو عبارة عن إفراز أبيض، يحتوي على البروتينات والأحماض الأمينية التي تغذي الجنين أثناء مراحل نموه. يعد اللبن الرحمي سائل التغذية الفعلي الذي يتغذى عليه الجنين، بينما تتكون غاذية المضغة من اللبن الرحمي والأرومة الغاذية المخلوية.

## التشوهات الخلقية وتغذية الجنين
أثبتت الدراسات العلمية إمكانية حدوث التشوهات الخلقية عند انقطاع التغذية عن الجنين لأي سبب. وليس هذا بالغريب؛ حيث أنّه من المحتمل تأثُّر الجنين سلبيًا عند منع البروتينات والأحماض الأمينية الهامة عنه. يمثل الكيس المُحِّي الجزء الأكثر عرضةً للإصابة بتشوهاتٍ خلقيةٍ في الجنين، وهو يسبب تشوهاتٍ أخرى لاحقة.